# سسک جنگلی
سسک جنگلی (نام علمی: Phylloscopus sibilatrix) گونه‌ای گنجشک سان است که در سرده سسک‌های برگی قرار دارد. زیستگاه این پرنده مناطق شمالی و معتدل قاره اروپا و همچنین غربی‌ترین نقاط آسیا واقع در جنوب کوه‌های اورال می‌باشد. سسک جنگلی پرنده‌ای مهاجر است و تمام جمعیت آن در زمستان در نواحی استوایی آفریقا زندگی می‌کنند.

## رفتار
سسک جنگلی پرنده‌ای است که در مناطق باز و آزاد زندگی می‌کند اما در کل در جنگل‌های تنک درختان راش و بلوط و به منظوری تخم گذاری مناسب زندگی می‌کند.

## ویژگی‌ها
این پرنده، ۱۳ سانتیمتر طول دارد. بال‌ها بلند دم کوتاه است و به رنگ سبز روشن؛ زیرتنۀ زرد و سفید خالص؛ تارک و روتنهٔ سبز مغز پسته‌ای؛ نوار ابرویی بلند به رنگ زرد روشن است.

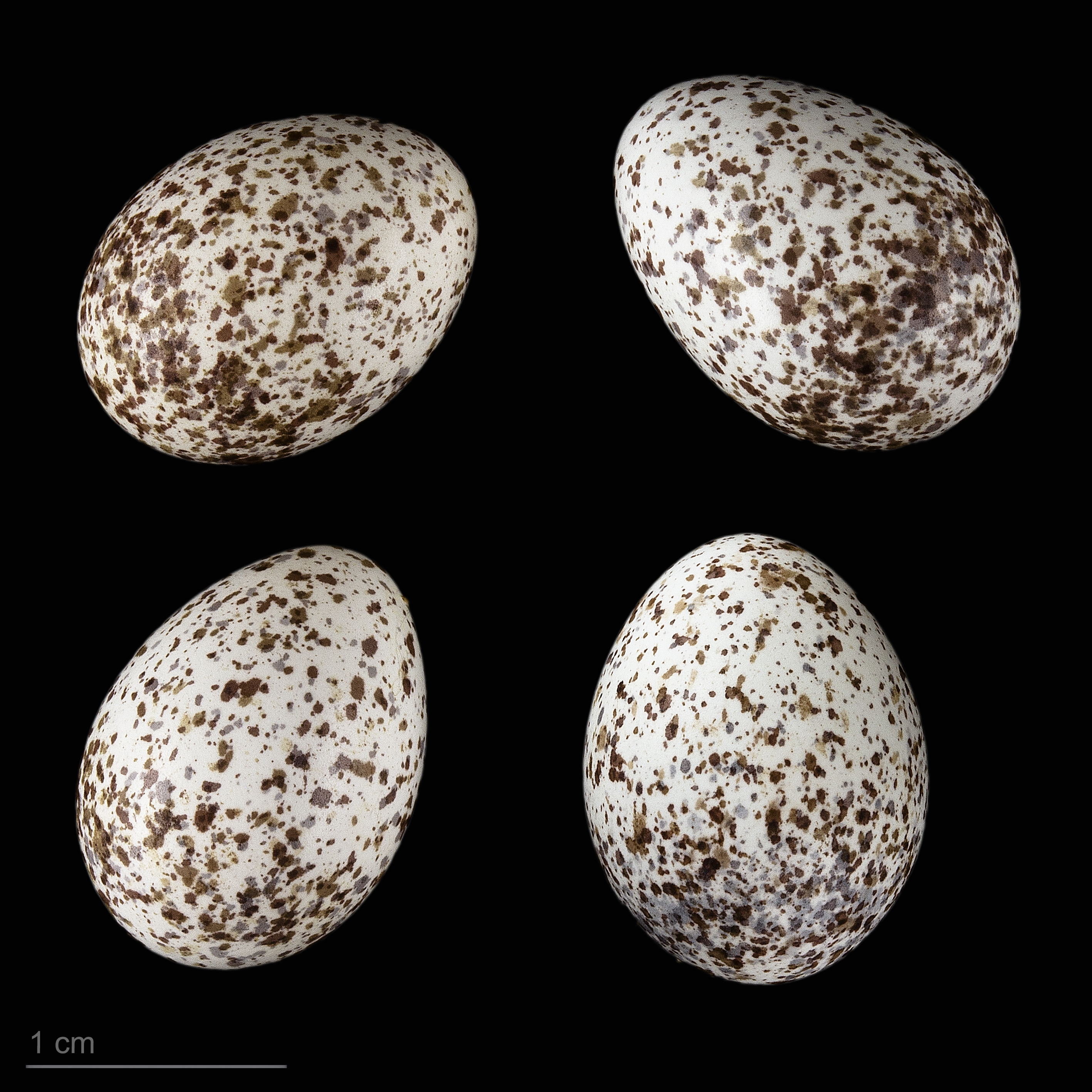
Phylloscopus sibilatrix